# Крушињец
Крушињец (слч. Krušinec) насељено је мјесто са административним статусом сеоске општине (слч. obec) у округу Стропков, у Прешовском крају, Словачка Република.

## Становништво
| Година:    | 1994. | 2004.    | 2014.   | 2024.   |
| ---------- | ----- | -------- | ------- | ------- |
| Број људи: | 212   | 254      | 258     | 235     |
| Разлика:   |       | +19,81 % | +1,57 % | -8,91 % |

| Година:    | 2023. | 2024.   |
| ---------- | ----- | ------- |
| Број људи: | 233   | 235     |
| Разлика:   |       | +0,85 % |

Према подацима о броју становника из 2024. године насеље је имало 235 становника.